# Robert Linzeler
Robert Linzeler (Paris, 7 de março de 1872 — 25 de janeiro de 1941) foi um velejador e ourives francês, medalhista olímpico. Ele competiu nas provas de classe 0 – ½ Ton e conquistou a medalha de prata nas duas corridas realizadas nos Jogos Olímpicos de Verão de 1900. A ele é atribuída a elaboração de alguns troféus da vela, como o troféu da One Ton Cup, competição do Cercle de la voile de Paris criada em 1899. A Copa Internacional da Exposição Universal de 1900, que serviu de suporte às provas de vela dos Jogos Olímpicos de Paris, também é de sua autoria.
Durante a Primeira Guerra Mundial, dirigiu o serviço de evacuação do Quarto Exército. Em 1923, contratou o arquiteto-decorador Louis Süe e seu sócio, o pintor André Mare, para construir sua loja na rue de la Paix, 4, no 8º arrondissement de Paris.